# ميفلان موراتي
ميفلان موراتي (بالألبانية: Mevlan Murati‏) (5 مارس 1994 بجمهورية مقدونيا - ) هو لاعب كرة قدم ألباني في مركز الدفاع. شارك مع منتخب جمهورية مقدونيا تحت 17 سنة لكرة القدم ومنتخب جمهورية مقدونيا تحت 19 سنة لكرة القدم ومنتخب مقدونيا تحت 21 سنة لكرة القدم ومنتخب ألبانيا تحت 21 سنة لكرة القدم. أما مع النوادي، فقد لعب مع بارتيزاني تيرانا ونادي شكينديا ونادي شكوبي.

## روابط خارجية
- ميفلان موراتي على موقع قاعدة بيانات كرة القدم.إي يو (الإنجليزية)
- ميفلان موراتي على موقع Soccerway.com (الإنجليزية)
- ميفلان موراتي على موقع عالم كرة القدم.نت (الإنجليزية)